# Lago Griessee
O Lago Griessee é um lago artificial localizado no cantão de Valais, na Suíça. O reservatório deste lago está localizado no município de Ulrichen e pode ser alcançado pela estrada do Passo de Montanha Nufenen. 
O lago é alimentado pelo Glaciar Gries e apresenta uma superfície de 55,5 ha. A Barragem de gravidade Gries que deu origem a este lago foi construída em 1965.